# آقچه‌قره‌سو
اکچیکاراسو (به لاتین: Akchikarasu) یک منطقهٔ مسکونی در قرقیزستان است که در جلال‌آباد واقع شده‌است.

## خصوصیات
اکچیکاراسو ۸۱۱ متر بالاتر از سطح دریا واقع شده‌است.